# Melanie Baxter-Jones
Melanie Baxter-Jones est une actrice française et suisse, née à Chamonix-Mont-Blanc.

## Biographie
Melanie Baxter-Jones est née près du Mont Blanc. En 1982, son père Roger Baxter-Jones ouvre la face sud-ouest du Shishapangma (希夏邦马峰) parmi les quatorze 8 000.
En 1996, elle se forme à l'École de la Comédie de Saint-Étienne.

### Cinéma
En 1999, Melanie Baxter-Jones entame une carrière d'actrice avec le rôle de Catherine dans Les Enfants du marais de Jean Becker, qui fait appel à elle en 2002 pour le rôle de la fille d'Émile dans Effroyables Jardins et en 2013 pour celui de l'infirmière de Gérard Lanvin (Pierre) dans Bon Rétablissement !.
En 2009, elle est à nouveau infirmière, dans le rôle de Patricia, veillant sur Roger Dumas (Roger), Michel Duchaussoy (Maurice) et Philippe Laudenbach (Max) qui convoitent Le Lit près de la fenêtre, un court-métrage de Michaël Barocas, premier prix coup de cœur du public au 18e festival du film de Sarlat.
En 2017, c'est la voix féminine du court-métrage d'animation Féroce d'Izù Troin, meilleur film d'animation au 13e festival d'horreur du Cap et au 12e festival de film brûlé vif (en) d'Atlanta.
En 2018, après le film La Faute, elle retrouve le réalisateur Nils Tavernier sur le tournage de L'Incroyable Histoire du facteur Cheval pour le rôle de Rosalie, la première femme de Ferdinand Cheval.

### Télévision
En 2012 et 2015 sur Canal+, Melanie Baxter-Jones joue en saison 1 l'assistante du maire dans Les Revenants de Fabrice Gobert et en saison 2 la mère d'Anouk.
En 2015 sur France 2, Disparue de Charlotte Brändström avec son rôle de Corinne, la petite amie de Laurent Bateau (Jean), est la meilleure de ses audiences avec 5,35 millions de téléspectateurs pour l'épisode 5.
En 2016 sur France 3, elle interprète le rôle de Me Liliane Glock qui défend La Bonne Dame de Nancy incarnée par Véronique Genest, un film de Denis Malleval.
En 2018 sur TF1, elle joue Agnès Verneuil dans Demain nous appartient de Denis Thybaud, Christophe Barraud et Jérome Navarro.

### Théâtre
En 1998, Melanie Baxter-Jones interprète Enrika dans le spectacle The Cinder Girl de Bill Buffery, une production théâtrale Orchard mise en scène par l'auteur à Taunton.
En 2000, dans le rôle de Martha, elle est la punching-ball confidente de Gill Nathanson dans The Contract de John Eggleston dans une mise en scène de Bill Buffery au Venue Theatre Royal (en) de Plymouth.
En 2003, à Durham selon l'Evening Chronicle, elle incarne Manon Lescaut en « femme fatale sexy » dans une mise en scène de John Cobb, une production en français du théâtre sans frontières. Le journal de Newcastle upon Tyne mentionne également Le Chat Noir avec Melanie Baxter-Jones (Yvonne). Le théâtre sans frontières joue cinquante-cinq représentations dans une mise en scène de Sarah Kemp.
Elle interprète Élise, la fille de Jean-Michel Dupuis (Harpagon), L'Avare de Molière dans une mise en scène de Daniel Benoin au théâtre national de Nice.
En 2009, elle joue tous les rôles féminins dont l'infirmière Suzanne dans Family Art de Pauline Sales, mise en scène de Jean-Claude Berruti à la Comédie de Saint-Étienne.
En 2016, elle dévoile son côté flottine avec Hermessia au Fabuleux Village des flottins d'Évian-les-Bains dans une mise en scène d'Alain Benzoni à l'initiative de ce spectacle hors les murs du théâtre de la Toupine chaque année pendant les fêtes de Noël. Les enfants peuvent se cacher dans des sculptures en forme de cabane en bois flotté et écoutent les histoires à chaque coin de rue pavée de copeaux de bois ou lors de ballades lacustres.
En 2017, lors des semaines d'éducation contre les discriminations et le racisme, la Fédération des Œuvres Laïques (FOL) de Haute-Savoie invite Melanie Baxter-Jones (Lola-Lune) à jouer À tant vouloir voler grâce aux ailes de l'animartiste Hélène Lenoir (Titoine ailé). Melanie Baxter-Jones est l'auteur de ce spectacle dans une mise en scène de Christophe Gendreau pour la compagnie de théâtre en compagnie de soi.
En 2019, elle écrit, crée et joue dans le spectacle « Sois toi et ´es belle ! » (a la place de Sois belle et tais toi) spectacle féministe qui sera jouer au bonheur des momes et dans toute la France.

### Vie publique
En 2014, elle est membre du jury au 35e festival du court métrage de Villeurbanne.
Elle est la maîtresse de cérémonie de la soirée de clôture du 38e festival du film d'animation d'Annecy en présence du délégué artistique Marcel Jean.
En 2017 au pied du Mont-Blanc, elle est l'actrice principale du film ATMOSphère de Laurent Cistac sur la pollution de l'air en vallée de l'Arve pour les associations Inspire et Cellule Verte 74. Sur une musique de Stéphane Damiano, ce web-documentaire interactif sensibilise sur la qualité de l'air,.
En 2018 à la Brèche studio, elle fait la promotion d'un thermalisme institutionnel en région Auvergne-Rhône-Alpes dans les cibles mère/fille et famille avec le clip Renaître ici.

### Vie privée
Elle a deux enfants Merlin et Ninon avec  Christophe Gendreau, chanteur-compositeur et acteur.

## Filmographie

### Cinéma

#### Longs métrages
- 1999 : Les Enfants du marais de Jean Becker : Catherine
- 2000 : Ali, Rabiaa et les Autres... d'Ahmed Boulane : Fiona
- 2002 : Effroyables Jardins de Jean Becker : la fille d'Émile en 1944
- 2010 : Toutes nos envies de Philippe Lioret : la maîtresse de maternelle[6]
- 2013 : Bon Rétablissement ! de Jean Becker : l'infirmière
- 2013 : La Tendresse de Marion Hänsel : pisteur
- 2016 : Moka de Frédéric Mermoud la réceptioniste
- 2016 : Tout là-haut de Serge Hazanavicius : Mme Marketing
- 2017 : La Belle et la Belle de Sophie Fillières : la skieuse
- 2018 : Marche ou crève de Margaux Bonhomme : l'aide à domicile
- 2018 : L'Incroyable Histoire du facteur Cheval de Nils Tavernier : Rosalie Cheval

#### Court métrage
- 2009 : Le Lit près de la fenêtre de Michaël Barocas : Patricia, l'infirmière

### Télévision
- 2008 : Alerte météo de Jérôme Korkikian, M6 : Joe, accompagnatrice
- 2008 : Heidi de Pierre-Antoine Hiroz, France 2 : Mlle Richard, professeur de français
- 2010 : Rose et Val de Christian Bonnet, TF1 : avocate Richard
- 2011 : Chien de guerre de Fabrice Cazeneuve : Mélanie, la femme commandant
- 2011 : Madame le Proviseur : Mon père n’est pas un héros, L’intrus de Phillipe Berenger, France 2 : Margot, professeur d'anglais
- 2013 : Le Goût du partage de Sandrine Cohen, France 3 : Stéphanie
- 2013 : Un si joli mensonge d'Alain Schwarzstein, France 2 : infirmière
- 2013 : À corde tendue de Pierre-Antoine Hiroz : la vendeuse BCBG
- 2014 : L'Heure de Juliette de Jérome Navarro : l'infirmière
- 2014 : Accusé de Didier Bivel, France 2 : la juge des affaires familiales
- 2015 : Envers et contre tous de Thierry Binisti : infirmière Réa
- 2015 : Cherif de Chris Brant et Julien Zidi, France 2 : fan de Johnny et Valérie Brossault
- 2015 : Disparue de Charlotte Brändström, France 2 : Corinne (épisodes 5, 6, 8)
- 2015 : La Clinique du Docteur H d'Olivier Barma, France 3 : Solange
- 2015 : Les Revenants de Fabrice Gobert, Canal+ : assistante du maire (saison 1 en 2012, épisode 3), mère d'Anouk (saison 2, épisode 1)
- 2016 : Cassandre d'Éric Le Roux, France 3 : Gaelle Servaz
- 2016 : La Bonne Dame de Nancy de Denis Malleval, France 3 : Me Liliane Glock
- 2017 : Le Tueur du lac de Jérôme Cornuau : Mme Roy
- 2017 : Les Impatientes de Jean-Marc Brondolo, France 3 : Cathy
- 2017 : Meurtres en Haute-Savoie de René Manzor, France 3 : médecin
- 2017 : On va s'aimer un peu, beaucoup... de Stéphane Malhuret, France 2 : Giselle Michaud
- 2018 : La Faute de Nils Tavernier, M6 : Mme Courtois
- 2018 : Demain nous appartient de Denis Thybaud, Christophe Barraud et Jérome Navarro, TF1 : Agnès Verneuil (épisodes 132-150)

### Doublage
- 2017 : Féroce de Izù Troin : la femme qui fait un cadeau

### Publicité
- 2018 : « Auvergne-Rhône-Alpes, la région du bien-être thermal : Renaître ici »[37]

## Théâtre
- 1998 : The Cinder Girl de Bill Buffery et metteur en scène, Taunton : Enrika
- 2000 : The Contract de John Eggleston, mise en scène de Bill Buffery, Orchard, Plymouth : Martha
- 2000 : Le Chat noir du théâtre sans frontières, mise en scène par Sarah Kemp, Warwick : Yvonne
- 2003 : Manon Lescaut de l’abbé Prévost, mise en scène de John Cobb, théâtre sans frontières à Durham : Manon
- 2003 : L'Avare de Molière, mise en scène de Daniel Benoin, Nice : Élise
- 2009 : Family Art de Pauline Sales, mise en scène de Jean-Claude Berruti, Comédie de Saint-Étienne : l'infirmière Suzanne et les autres femmes
- 2016 : Le Fabuleux Village ou la légende des Flottins d'Alain Benzoni et metteur en scène, Évian-les-Bains : Hermessia
- 2017 : À tant vouloir voler de Melanie Baxter-Jones, mise en scène de Christophe Gendreau, Fontaine : Lola-Lune
- 2019 : Sois toi et t’es belle! (Non pas : sois belle et tais-toi”) écrit et joué  par Mélanie Baxter-Jones, mis en scène par Christophe Gendreau
- 2020 : « Société en chantier » mis en scène par Stéphan kaegli Rimini Protokoll. Théâtre de Vidy et tournée internationale.

### Références

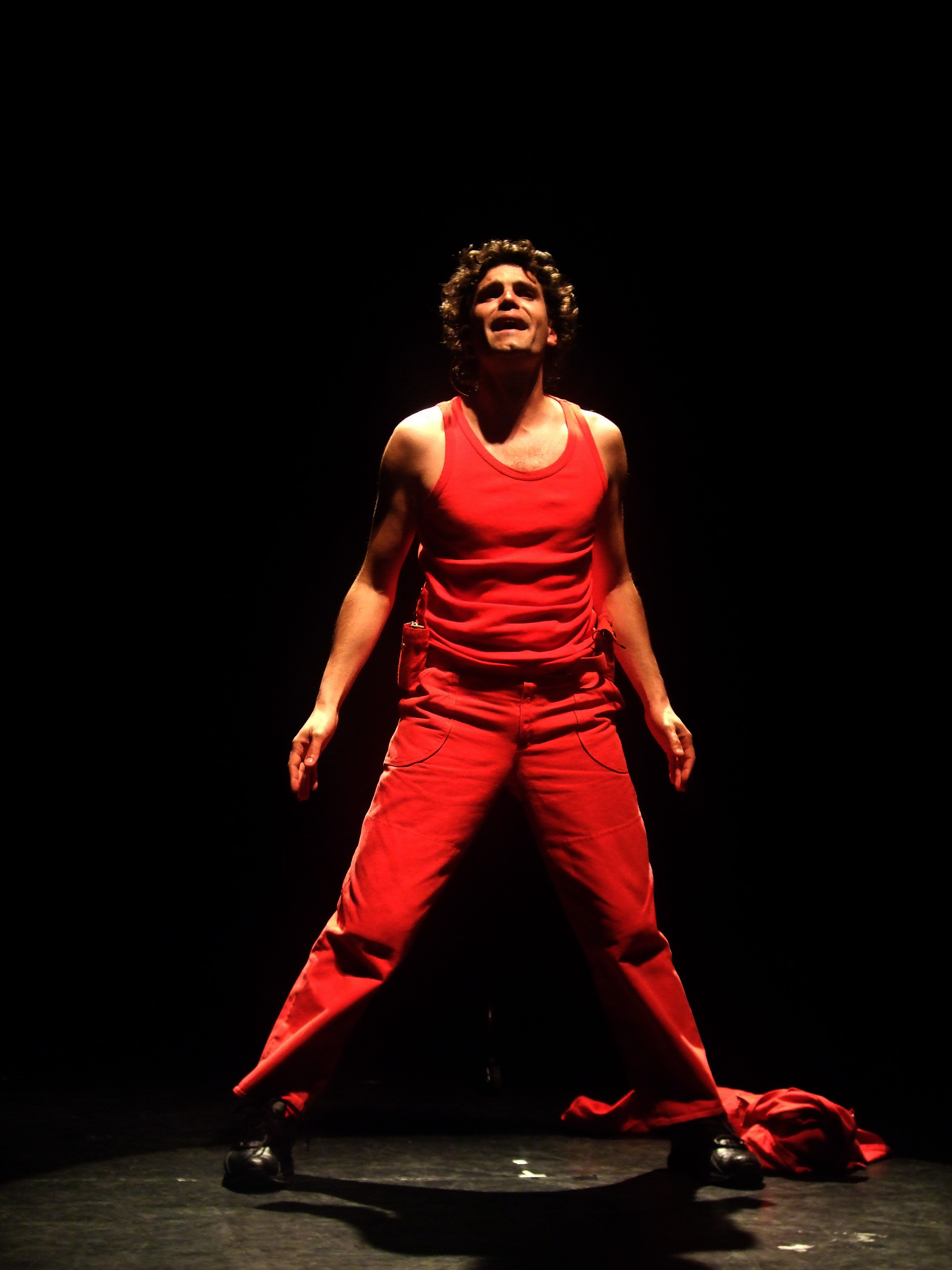
Les Wriggles